# كارل فليتشر
كارل فليتشر (بالإنجليزية: Carl Fletcher)‏ (7 أبريل 1980 في المملكة المتحدة - ) هو مدرب كرة قدم ولاعب كرة قدم بريطاني في مركز الوسط. شارك مع منتخب ويلز لكرة القدم. أما مع النوادي، فقد لعب مع كريستال بالاس ونادي بارنت ونادي بليموث أرجايل ونادي بورنموث ونادي واتفورد ونوتينغهام فورست ووست هام يونايتد.

## مسيرته الكروية
لعب كارل فليتشر خلال مسيرته الاحترافية مع 7 أندية في عشرون موسمًا وسجل خلالها 36 هدفًا ضمن 420 مباراة. ولم يفز بأي موسم بالكأس أو بالدوري.
خاض كارل فليتشر مسيرته مع نادي بورنموث في موسم 1997–98 ليلعب معه ثمانية مواسم، مشاركًا في 196 مباراة سجل خلالها 21 هدفًا. ثم انتقل إلى نادي وست هام يونايتد في موسم 2004–05 ولمدة موسمين، حيث شارك في 44 مباراة سجل خلالها 3 أهداف. لينتقل بعدها إلى نادي كريستال بالاس في موسم 2006–07 واستمر معه طيلة ثلاثة مواسم، مشاركًا في 68 مباراة سجل خلالها 4 أهداف. ثم انتقل إلى نادي بليموث أرجايل في موسم 2008–09 ليلعب معه أربعة مواسم، مشاركًا في 101 مباراة سجل خلالها 8 أهداف. هذا وانتقل لاحقًا إلى نادي بارنت في موسم 2013–14 لمدة موسم واحد، مشاركًا في 3 مباريات ولم يسجل أي هدف.

## وصلات خارجية
- كارل فليتشر على موقع قاعدة بيانات كرة القدم.إي يو (الإنجليزية)
- كارل فليتشر على موقع ناشيونال فوتبول تيمز (الإنجليزية)
- كارل فليتشر على موقع Soccerbase.com (لاعب) (الإنجليزية)
- كارل فليتشر على موقع Soccerbase.com (مدرب) (الإنجليزية)
- كارل فليتشر على موقع عالم كرة القدم.نت (الإنجليزية)